# Saint-simonisme
Het saint-simonisme is een utopisch socialistische leer. Het dankt zijn naam aan de grondlegger ervan, graaf de Saint-Simon.
- Claude Henri de Saint-Simon (1760-1825), graaf de Rouvroy, was een vroege socialist en voorloper van Karl Marx. Zijn leer was een sociologische, economische en politieke leer, die in de negentiende eeuw een aanzienlijke invloed uitoefende en als de grondlegger mag worden beschouwd van de industriële maatschappij.[bron?]

Hij beschouwde de menselijke rede als de bron van alle wijsheid. Loon was niet te verstrekken naar werken maar naar behoefte. Alle voorrechten dienden te worden afgeschaft. Industriëlen moesten de samenleving regeren, niet politici of filosofen. Door de grote macht die hij aan de bewerkers van de industriële revolutie wilde geven, was hij een voorganger van het staatssocialisme.
Na hem verzandden zijn ideeën in een strijd tussen zijn volgelingen, waarbij sommigen, op basis van zijn mystieke geloofsstellingen tot een sekte evolueerden, terwijl anderen dit bestreden en het pad van de realisaties kozen. Van beide strekkingen was de opvolger van Saint-Simon, Barthélémy Enfantin, opeenvolgend een voorganger.

## De saint-simoniens
Heel wat personen, vooral in Frankrijk, sloten aan bij een of andere aspecten van het saint-simonisme, ook al verwierpen ze andere, of verlieten ze na zekere tijd het ganse gedachtegoed. Enkele bekenden onder hen waren:
- Auguste Comte die van 1817 tot 1824 de secretaris was van Saint-Simon en hem bijstond in zijn filosofische werken. Hij verliet zijn meester in 1824 en bekritiseerde zijn stellingen, waar hij nochtans de positivistische ingesteldheid van hielp verspreiden.
- François Barthélemy Arlès-Dufour
- Barthélemy Enfantin
- Ferdinand de Lesseps
- Charles Duveyrier

Ze zetten de ideeën van Saint-Simon over de industriële ontwikkeling in de praktijk. Dit uitte zich onder meer door de bouw van het Suezkanaal en door de bouw van spoorwegen.
Enfantin verspreidde zijn zienswijzen via de kranten die hij bestuurde: 'Le Producteur' en 'Le Globe'. Hij werd medeoprichter en directeur van de spoorlijn Paris-Lyon-Méditerranée (PLM) en van de 'Compagnie générale des eaux'. Hij nam ook actief deel aan de kolonisatie van Algerije.
- Emile Pereire, financier en Émile Clapeyron, Stéphane Mony en Gabriel Lamé, ingenieurs, waren saint-simoniens die doorheen de 'Compagnie du Chemin de fer de Paris à Saint-Germain' de eerste spoorlijn in Frankrijk bouwden.

- Samen met Enfantin, stichtten Olindes Rodrigues en Saint-Amand Bazard, een soort religieuze sekte. Bazard trok zich hieruit terug en stichtte een socialistische tak die het collectivisme nastreefde.

- De politicus Lazare Hippolyte Carnot, tweede zoon van Lazare Carnot ontwikkelde gedurende enkele tijd de doctrine van Saint-Simonien.

- Philippe Buchez was gedurende enkele jaren saint-simonien, maar verliet in 1829 hetgeen een sekte aan het worden was. Hij was de stichter van de coöperatieve beweging in Frankrijk en van het dagblad L'Atelier (1840-1850) evenals de stichter van de christelijk-sociale beweging.

- Pierre Leroux en Alexandre Bertrand bleven saint-simonien tot in 1831. In 1824 stichtten ze Le Globe, gedurende jaren het orgaan van de saint-simoniens.

- Michel Chevalier werkte in de continuïteit van de liberale ideologie van Enfantin. Hij werd een invloedrijke raadgever van Napoleon III, die de ideeën van het saint-simonisme over de economie in hun liberale versie tot de zijne maakte. Hij richtte een studiegroep op voor het ontwerpen van een tunnel onder het kanaal en kreeg hiervoor een vergunning in 1880, maar hij was toen net overleden, de werken werden niet aangevat en het idee werd pas honderd jaar later hernomen en uitgevoerd.

- Heel wat saint-simoniens, met pragmatische overtuigingen, stonden aan de wieg van grote realisaties tijdens de negentiende eeuw:
  - het Suezkanaal (Enfantin, de Lesseps)
  - de ontwikkeling van de spoorwegen (stervormige uitbreiding van Legrand)
  - de ontwikkeling van grootbanken voor de financiering van de industriële en commerciële ontwikkeling (Crédit Lyonnais met de gebroeders Pereire),
  - de oprichting van een 'École centrale' (universiteit voor ingenieurs) in Lyon door François Barthélemy Arlès-Dufour.
  - de oprichting van een 'École centrale' (universiteit voor ingenieurs) in Parijs (1829) door Alphonse Lavallée, Jean-Baptiste Dumas, Eugène Péclet en Théodore Olivier.
  - bij verschillende verdragen die leidden tot vrijhandel waren saint-simoniens actief.

## Feminisme
De vooropgestelde gelijkheid voor allen, leidde het saint-simonisme naar het feminisme dat in de jaren 1830 in belangstelling toenam. Heel wat actieve feministen hadden steun gevonden in de ideeën van Saint-Simon. Te vermelden zijn: Claire Bazard, Cécile Fournel, Marie Talon, alsook Eugénie Niboyet, Suzanne Voilquin, Désirée Véret, Marie-Reine Guindorf, Elisa Lemonnier en Pauline Roland.
Dankzij de steun van saint-simoniens, onder meer van François Barthélemy Arlès-Dufour werd de economische journaliste Julie-Victoire Daubié, de eerste vrouw om in Lyon het baccalaureaat te behalen. Haar diploma werd ondertekend door de minister van Onderwijs zelf.

## Apostels
Heel wat saint-simoniens achtten zich de apostels van de doctrine en gingen in verschillende grote steden gaan 'prediken'.
In Lyon waren ze in 1831 aanwezig tijdens de revolte van de Canuts. Bij die gelegenheid werd Frédéric Ozanam geïnterpelleerd door een saint-simonien, wat hem inspireerde voor de oprichting van de 'Conférence de Saint-Vincent-de-Paul.

## Kolonisatie
De saint-simoniens oefenden een grote invloed uit, ook buiten Frankrijk, betreffende de kolonisatie in Afrika en het Midden-Oosten. Dit gold in de eerste plaats door de persoon van Barthélemy Prosper Enfantin en in de jaren 1880 doorheen de Cercle Saint-Simon.
Vooral het Midden-Oosten trok de saint-simoniens aan. Enfantin ontwikkelde het idee van een Middellandse Zeegebied: het Westen zou de techniek aanbrengen, het Oosten het geloof. Hij en zijn gelijken vonden hierin inspiratie voor grote werken in Egypte, in de eerste plaats het Suezkanaal.
Algerije was een ander land waar de belangstelling naar uitging. Enfantin werd door de regering van koning Louis-Philippe met een officiële zending belast, die resulteerde in 1843 in een tweedelig publicatie. Enfantin veroordeelde de brutale methodes en razzias van generaal Bugeaud maar stelde een programma van economische ontwikkeling voor. Algerije zal een haard van saint-simoniaanse ideeën blijven, met mannen zoals Carette en A. Warnier. De Algerijnse mulat Ismaël Urbain werd raadgever van Napoléon III en moedigde hem aan om een meer genereuze politiek te voeren tegenover de Arabische landen, met een deling van de verantwoordelijkheden en de rijkdommen.

## Invloed van Saint-Simon
De erfgenamen van Saint-Simon hebben een opmerkelijke directe en indirecte invloed uitgeoefend tijdens de negentiende eeuw, eerst in Frankrijk, vervolgens wereldwijd. Die invloed was voelbaar bij economisten, sociologen, industriëlen, politici, wetenschappers.
De term 'positivisme' kwam al voor bij Saint-Simon en werd door Auguste Comte verder ontwikkeld met zijn positivisme dat betrekkelijk goed aansloot bij de zienswijzen van zijn aanvankelijke leermeester.
Saint-Simon heeft ook andere utopisten beïnvloed, zoals Charles Fourier en Pierre-Joseph Proudhon.
In zijn oorspronkelijke vorm had de leer van Saint-Simon bijna uitsluitend in Frankrijk invloed, maar werd ook buiten dit land overgenomen in andere gedachtenstromingen.
Karl Marx en Friedrich Engels ontleenden aan Saint-Simon bepaalde concepten en formules. Vandaar dat in de Sovjet-Unie het standbeeld van Saint-Simon in Moskou prijkte naast dat van Lenin.

## De andere Saint-Simon

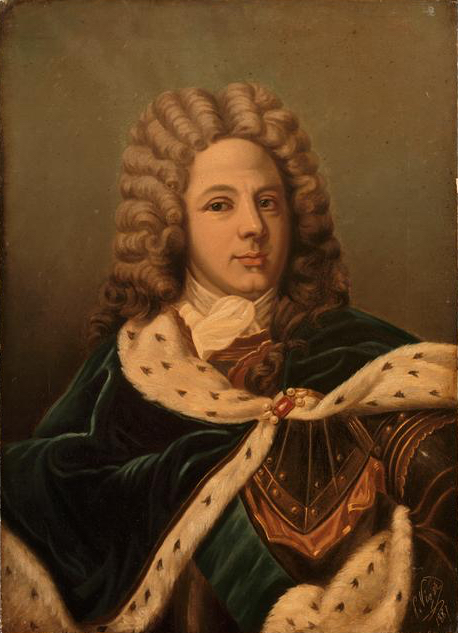
De oom: Louis de Rouvroy, Hertog van Saint-Simon.

- Louis I de Rouvroy, hertog van Saint-Simon (1675-1748) die niet verward moet worden met Claude Henri, was niet alleen een beroemd dagboekschrijver, hij kan als een der eerste sociologen en antropologen worden beschouwd. Hem wordt door Elias en Le Roy Ladurie een filosofie met de naam 'saint-simonisme' toegeschreven. Volgens Paul Verhuyck gebruikt Le Roy Ladurie de term saint-simonisme 'om het hiërarchisch systeem van de "kleine hertog" aan te duiden en niet, zoals gebruikelijk, het pre-marxisme van de achterneef'.[1]

Saint-Simon schreef essays waarin hij veel aandacht besteedt aan het belang van protocol voor het welzijn van de staat, aan de zuiverheid van het adellijk bloed en de rol van stoelen, hoeden en voorrang in diverse gemeenschappen. Zelfs indiaanse, Aziatische en Afrikaanse stammen en hun gebruiken en etiquette werden door hem beschreven en beschouwd als voorbeelden van de ordenende en heilzame werking van het protocol en hiërarchie. Ook deze gedachtegang in deze vroege sociologische en antropologische essays wordt wel het "Saint-Simonisme" genoemd.
Dit saint-simonisme waarin wordt onderkend dat protocol en hiërarchie ordenende principes in iedere beschaving en in ieder stam of samenlevingsverband zijn waarbij men, in de ogen van Saint-Simon, beschaafder is naarmate men deze omgangsvormen meer uitbreidt en strikter handhaaft staat in scherp contrast tot de gedachten over een "nobele wilde" zoals die door Jean-Jacques Rousseau in zijn "Discours sur l'inégalité" (1754) werden verkondigd.
Saint-Simon heeft de socioloog Norbert Elias geïnspireerd bij het schrijven van zijn "Über den Prozeß der Zivilisation" (1939) in het Frans "La civilisation des Mœurs" geheten.